# العام (تالغزة)
العام هو دُوَّار يقع بجماعة سيدي عبد الله الخياط، عمالة مكناس، جهة فاس مكناس في المملكة المغربية. ينتمي الدوّار لمشيخة تالغزة التي تضم 5 دواوير. يقدر عدد سكانه بـ 816 نسمة حسب الإحصاء الرسمي للسكان والسكنى لسنة 2004.

## روابط خارجية
- البوابة الوطنية للجماعات الترابية
- المندوبية السامية للتخطيط